# Cameron Boyce

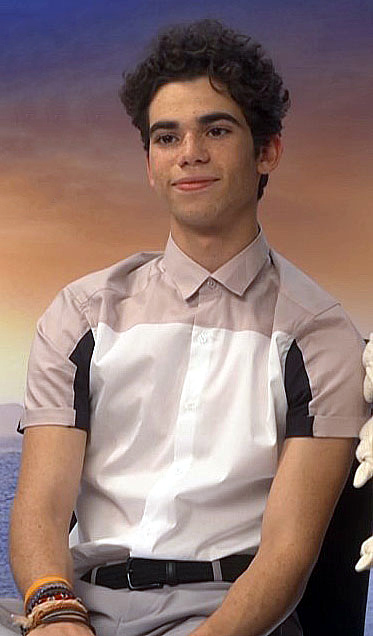
Cameron Boyce (2017)

Cameron Boyce (* 28. Mai 1999 in Los Angeles, Kalifornien; † 6. Juli 2019 ebenda) war ein US-amerikanischer Schauspieler und Kinderdarsteller. Er spielte unter anderem „Luke Ross“ in der Comedyserie Jessie und „Carlos“, den Sohn von Cruella Deville, in der Disney-Filmreihe Descendants.

## Karriere

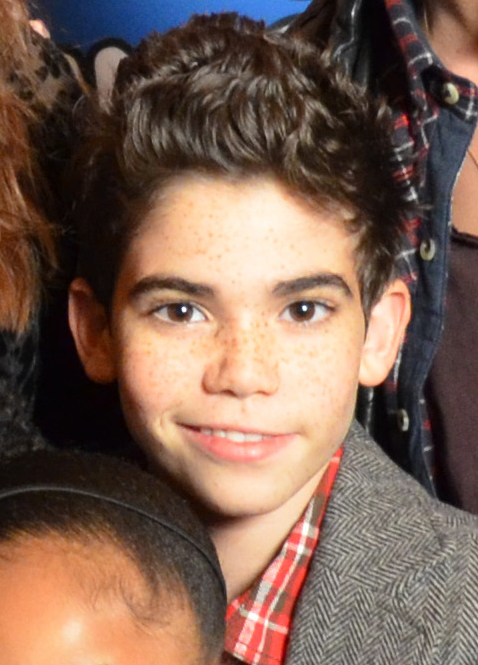
Cameron Boyce (2011)

Erste Rollen hatte Boyce in den Filmen Mirrors und Eagle Eye – Außer Kontrolle. Danach war er in Gastrollen in den Fernsehserien Meine Schwester Charlie und Liv und Maddie zu sehen. Außerdem übernahm Boyce Rollen in den Filmkomödien Kindsköpfe und Kindsköpfe 2 neben Adam Sandler und Kevin James.
Daneben spielte er von 2011 bis 2015 in der Disney-Serie Jessie als Luke Ross mit. Danach spielte er in den Disneyfilmen Descendants, Descendants 2 sowie Descendants 3 Carlos, den Sohn von Cruella DeVille Zwischen 2015 und 2017 hatte er die Hauptrolle in der Disney-Sitcom Gamer’s Guide für so ziemlich alles inne.

## Tod und Nachleben
Cameron Boyce starb am 6. Juli 2019 im Alter von 20 Jahren an den Folgen eines nächtlichen Krampfanfalls, besser bekannt als SUDEP. Er hatte Epilepsie und befand sich in ärztlicher Behandlung.
Nach seinem Tod teilten seine Eltern Victor und Libby Boyce mit, dass sie mit Boyce an einer Kampagne gegen Waffengewalt mit dem Titel Wielding Peace gearbeitet habe. Zum Gedenken an die Wohltätigkeitsarbeit von Boyce bei verschiedenen Hilfsorganisationen hat seine Familie am 16. Juli 2019 die Non-Profit-Organisation The Cameron Boyce Foundation gegründet. Nach der Obduktion wurde er eingeäschert und auf dem Forest Lawn Memorial Park (Hollywood Hills) beigesetzt.
Sein letztes Projekt vor seinem Tod war die Produktion der acht Episoden umfassenden Streamingserie Paradise City, welche ab März 2021 auf Amazon Prime Video gezeigt wurde.

## Filmografie (Auswahl)
- 2007: Mirrors
- 2008: Eagle Eye – Außer Kontrolle (Eagle Eye)
- 2010: Meine Schwester Charlie (Good Luck Charlie, Fernsehserie, Episode 2x08)
- 2010: Shake It Up – Tanzen ist alles (Shake It Up, Fernsehserie, Episode 1x21)
- 2010: Kindsköpfe (Grown Ups)
- 2011: Judy Moody und der voll coole Sommer (Judy Moody and the Not Bummer Summer)
- 2011–2015: Jessie (Fernsehserie, 101 Episoden)
- 2012: Austin & Ally (Fernsehserie, Episode 2x06)
- 2012–2015: Jake und die Nimmerland Piraten (Jake and the Never Land Pirates, Fernsehserie, 37 Episode, Stimme)
- 2013: Kindsköpfe 2 (Grown Ups 2)
- 2015: Liv und Maddie (Liv and Maddie, Fernsehserie, Episode 2x17)
- 2015: Descendants – Die Nachkommen (Descendants, Fernsehfilm)
- 2015–2017: Gamer’s Guide für so ziemlich alles (Gamer’s Guide to Pretty Much Everything, Fernsehserie)
- 2016: Camp Kikiwaka (Bunk’d, Fernsehserie, 2 Episoden)
- 2016: Code Black (Fernsehserie, Episode 1x17)
- 2017: Descendants 2 – Die Nachkommen (Descendants 2, Fernsehfilm)
- 2019: Descendants 3 – Die Nachkommen (Descendants 3, Fernsehfilm)
- 2019: Mrs. Fletcher (Miniserie, 5 Episoden)
- 2021: Runt
- 2021: Paradise City (Fernsehserie, 8 Episoden)

## Diskografie (Auswahl)
- 2015: Rotten to the Core (mit Dove Cameron, Booboo Stewart & Sofia Carson; UK: Silber)
- 2017: Ways to Be Wicked (mit Dove Cameron, Sofia Carson & Booboo Stewart; US: Platin; UK: Silber)
- 2017: Chillin’ like a Villain (mit Sofia Carson, Booboo Stewart & Mitchell Hope; UK: Silber)
- 2017: You and Me (mit Dove Cameron, Sofia Carson, Booboo Stewart, Mitchell Hope & Jeff Lewis; US: Gold)
- 2017: It’s Goin’ Down (mit Booboo Stewart, Dove Cameron, China Anne McClain, Sofia Carson, Mitchell Hope, Dylan Playfair & Thomas Doherty; UK: Silber, US: Platin)
- 2019: Night Falls (mit Dove Cameron, Sofia Carson, Booboo Stewart, Thomas Doherty, China Anne McClain & Dylan Playfair)
- 2019: Good to be Bad (mit Dove Cameron, Booboo Stewart & Sofia Carson; US: Gold)

## Auszeichnungen
- 2012: Young Artist Award in der Kategorie Best Performance in a Feature Film – Young Ensemble Cast für seine Rolle in Judy Moody und der voll coole Sommer
- 2014: Nominierung für den BTVA Television Voice Acting Award in der Kategorie Best Vocal Ensemble in a Television Series – Children’s/Educational für seine Rolle in Jake und die Nimmerland Piraten
- 2014: Nominierung für den BTVA Voice Acting Award in der Kategorie Best Male Vocal Performance by a Child für seine Rolle in Jake und die Nimmerland Piraten
- 2017: Daytime Emmy Award in der Kategorie Outstanding Promotional Announcement für Timeless Heroes – Be Inspired[11]
- 2018: Pioneering Spirit Award in der Kategorie Inspirational efforts to support the fight against the world’s water crisis für sein Engagement bezüglich des Thirst Project[11]